# Sinmo

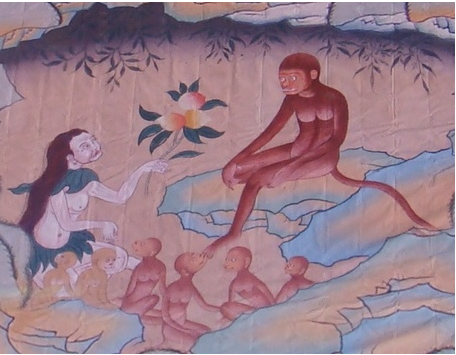
Sinmo mit Kindern

Sinmo (tibetisch སྲིན་མོ་གན་རྐྱལ་དུ་ཉལ་བ Wylie srin mo gan rkyal du nyal ba; auch: Srinmo) ist eine Rakshasi der tibetischen Mythologie.

## Mythos
Einem alten tibetischen Entstehungsmythos zufolge hatte Sinmo zusammen mit Avalokiteshvara sechs Kinder. Aus diesen sechs Kindern sind dem Mythos zufolge die sechs Stämme Tibets Se, Mu, Dong, Tong, Dru und Ra hervorgegangen.

## Geschichte
Während der Regierungszeit Songtsen Gampos (Yarlung-Dynastie) und danach soll die auf dem Rücken liegende Rakshasi, deren Körper in dieser Interpretation das Land Tibet symbolisiert, durch den Bau von zwölf Tempeln gezähmt worden sein, was eine Besiedelung Tibets ermöglicht haben soll. Vier der Tempel werden „Tadül“ (mtha' 'dul; The Border-Taming Temples) genannt, acht weitere heißen „Yangdül“ (yang 'dul; Further-Taming Temples). Die geomantische (Feng Shui) Position der Tempel soll von einer der fünf Frauen Songtsen Gampos ausgewählt worden sein: der chinesischen Prinzessin Wencheng Kongjo.
Demnach steht das Kloster Thradug beispielsweise auf der linken Schulter Sinmos, Uru Katshal auf ihrer rechten Schulter, der Jokhang auf ihrem Herzen, auf ihrer linken Brust Samye, auf ihrer rechten Brust das Felsenkloster Yerpa, an ihrem Mund Ganden, Taktshang auf ihrem linken Bein.